# Kölber Jakab
Kölber Jakab (Pest, 1787. június 15. – Pest, 1843. szeptember 6.) kocsigyáros, magyar ipari úttörő.

## Élete
Egy jobb módú római katolikus polgári származású családban született. Atyja, Kölber Kázmér, nyerges mester, anyja, Fellner Klára volt. Szaktudását Bécsben szerezte, mint nyerges, és a családi hagyomány szerint az udvari műhelyben három díszes nyerget készített mesterremekként. Hazatérve Bécsből, a legnagyobb budai kocsigyártóhoz szegődött el; Müller Fülöp (1760–1841) kocsigyártó mester József nádor udvari szállítója volt, aki a 18. és a 19. század fordulóján nemcsak Buda, hanem az egész főváros legjelentősebb kocsigyártó iparosaként tartották számon. Feleségül vette Müller Fülöp lányát, és a nagy hozománnyal a Kölber család vagyonát gyarapította. Kölber Jakab megkezdte a hintógyártást a magyar arisztokrácia és gazdag polgárság számára, amikor 1813-ban átvette az édesapja által 1784-ben Pesten alapított üzemet. „Az a tapasztalat, hogy nemcsak a mágnási osztály, hanem az egész ország kocsi-szükségletét Bécsben fedezi, ugyan nagy szomorúsággal töltötte el, de józan érzéke és éles látása megsúgták neki, hogy e baj oka nem annyira a kocsivásárlókban, mint a magyar kocsigyártás megbízhatatlanságában s tökéletlenségében rejlik". Az üzemet az 1840-es évek elején gyárteleppé fejlesztette. Fiai, Kölber Fülöp és János a gyári üzletét a „Kölber Testvérek” cég alatt folytatták.

## Házassága és leszármazottjai
Felesége, Müller Karolina (1795–1883) asszony, Müller Fülöp (1760–1841) kocsigyártó mester lánya volt, akitől 12 gyermeke született:
- pákai Kölber Fülöp Jakab (1816–1902) kocsigyáros, Ferenc József-rend lovagja, a „Kölber Testvérek” cég tulajdonosa, vezérigazgatója.[5] Felesége, Bauer Alojzia (1825–1889)
- Kölber Károly (1819–1882). Neje, Feszl Borbála (1829-1895).
- Kölber Alojzia Franciska (1820–1902).[6] Férje, Kauser János
- Kölber Karolina Filippina (1821–1861). Férje, Schlick Ignác (1819–1869) vasöntöde-tulajdonos.
- Kölber Jakab (1822–?)
- Kölber Mária (1824–1883). Férje, kiskézi Tóth János (1819–1902)
- Kölber Ágoston Ede Kázmér (1825–1874). Neje, Halbauer Alojzia (1830–1877)
- Kölber János (1826–1904), kocsigyáros, Kölber Ernő mérnök édesapja[7] Neje, Filinger Mária (1844–1928)[8]
- Kölber Franciska Terézia (1828–?)
- Kölber Ferenc Xavér (1830–1920). Neje, Szerelemhegyi Emília
- Kölber Bernát Lipót (1832–?)
- Kölber Imre (1833–?)